# Danijel Aleksić
Danijel Aleksić (chirilic sârbești: Дaниjeл Алeкcић; n. 30 aprilie 1991) este un fotbalist sârb care joacă în prezent pentru Yeni Malatyaspor în turul Süper Ligii.

## Tinerețe
Născut în Pula, SR Croația, SFR Iugoslavia, Aleksić avea doar câteva luni când mama lui a fugit în Serbia din cauza escaladării conflictului etnic din Croația. Aleksić nu și-a întâlnit niciodată tatăl biologic și poartă numele de familie al mamei sale.

## Cariera pe echipe
A început să joace fotbal la șapte ani la clubul local FK Veternik  Până la vârsta de 11 ani, s-a transferat la FK Voivodina, unde a jucat la fiecare categorie de vârstă. În paralel cu fotbalul, a urmat cursurile liceului tehnic Jovan Vukanović.

### Voivodina
La 5 mai 2007, el și-a făcut debutul la seniori pentru Voivodina sub conducerea antrenorului Milovan Rajevac într-un meci din campionat cu Steaua Roșie Belgrad. Având doar 16 ani și cinci zile, Aleksić a devenit al doilea cel mai tânăr jucător care a jucat vreodată într-un meci din SuperLiga Serbiei (fiind doar în urma lui Slavko Perović). Până la sfârșitul sezonului 2006-2007, a mai jucat un meci în campionat.
El a înscris primul său gol în 2 aprilie 2008 într-o victorie scor 4-1 împotriva lui Hajduk Kula.
În timpul sezonului 2008-2009, când a jucat pentru Voivodina într-un derby cu Steaua Roșie Belgrad, Aleksić a marcat un gol în minutul 90 minute într-o victorie de palmares cu 2-0. În noiembrie 2008, Aleksić a început să fie considerat o țintă de transfer pentru cele mai mari cluburi din Serbia - Steaua Roșie și Partizan - totuși, oficialii de la Voivodina erau hotărâți să nu-l vândă la echipe din campionatul intern. La sfârșitul lunii martie 2009, el a început, de asemenea, să fie urmărit de scouteri ai lui Real Madrid și Villarreal, care au venit să-l vadă jucând pentru echipa națională a Serbiei sub 19 ani. La rândul său, la jumătatea lunii mai 2009, Aleksić a spus că preferă ca primul său transfer în străinătate să fie în Eredivisie sau în Bundesliga din Germania. La 26 august 2009, Daily Mail a susținut că Manchester City a plătit 6 milioane de lire sterline pentru a semna cu jucătorul în vârstă de 18 ani.

### Genoa
La 19 ianuarie 2010, tânărul a semnat cu CFC Genoa.
A fost cel de-al doilea sârb adus la echipă, după Nenad Tomović. Jucând sub conducerea antrenorului Gian Piero Gasperini, Aleksić a debutat în Serie A împotriva lui Juventus pe 14 februarie 2010, înlocuindu-l pe Domenico Criscito în minutul 88, într-un meci pe care Genoa l-a pierdut cu 3-2. A fost singurul meci jucat de el până la sfârșitul sezonului de Serie A 2009-2010.
Sosirea atacantului Luca Toni la Genoa în 2010 l-a făcut pe clubul său să-și dorească să-l împrumute pe 1 iulie la clubul de Serie B FC Crotone. A refuzat transferul și a rămas în cele din urmă la Genoa, până la sfârșitul perioadei de transferuri din vara anului 2010, atunci când a fost împrumutat la clubul din 2. Bundesliga SpVgg Greuther Fürth până la sfârșitul sezonului 2010-2011.
La 28 iunie 2011, FK Austria Viena a confirmat faptul că Aleksić a dat probe pentru echipa lor.

### Încercarea de împrumut la Kavala
Pe 21 august 2011, mass-media greacă a scris că Genoa l-a împrumutat la Kavala, dar după câteva săptămâni, echipa greacă a fost exclusă din Superliga din Grecia și a fost retrogradată în divizia regională greacă, astfel încât împrumutul a fost anulat și jucătorul s-a întors la Genova.

## Cariera la națională
Aleksić este deținătorul unei distincții semnificative. El este singurul jucător care a jucat pentru echipele naționale ale Serbiei la patru nivele de vârstă diferite într-un singur an calendaristic. Pe tot parcursul anului 2008, a jucat pentru naționala U17 din Serbia (cadeți), U19 (juniori), U21 și naționala mare.

### La tineret
Aleksić a fost căpitanul echipei naționale de fotbal U17 din Serbia. În campania din 2008 a turneului de elită, care a avut loc pe parcursul a cinci zile la sfârșitul lunii martie 2008, Aleksić a marcat cinci goluri în trei meciuri (trei din acțiune și două din penalty), Serbia clasându-se pe primul loc în grupă, calificându-se astfel la turneul final. Pe lângă cele cinci goluri ale sale, echipa a marcat doar un singur gol prin Adem Ljajić. Aleksić și-a condus echipa până în grupe și a fost unul dintre candidații la Gheata de aur U17 pentru cele mai multe goluri.
În mai 2008, la Campionatul European de Fotbal sub 17 ani din 2008, în Turcia, a marcat un gol spectaculos din foarfecă într-un prim meci împotriva Scoției, marcând încă un gol și stabilind scorul final la 2-0. În următorul meci din grupe dintre Serbia și Olanda, în ciuda faptului că sârbii au dominat partida, echipa nu a putut câștiga datorită paradelor portarului olandez Jeroen Zoet - în cele din urmă Serbia a pierdut cu 0-1. Meciul final și decisiv al grupei a fost împotriva Turciei, iar Serbia a ratat mult, inclusiv prin Aleksić care a lovit bara, meciul s-a încheiat cu 0-0, ceea ce a înseamnat că Serbia a terminat pe locul trei în grupe și nu a avansat în semifinale.

### Echipa națională a Serbiei
Aleksić și-a făcut debutul la echipa națională la vârsta de 17 ani, în decembrie 2008, sub conducerea lui Radomir Antić, într-un amical împotriva Poloniei, făcându-l unul dintre cei mai tineri debutanți ai primei reprezentative. Meciul a fost jucat la Belek, în Turcia. Următorul meci jucat pentru echipa națională a venit zece ani mai târziu, când a intrat în finalul meciului de Liga Națiunilor UEFA împotriva Lituaniei.

## Statistici privind cariera

### Club
Până pe 9 decembrie 2018
| Club                        | Sezon         | Campionat | Campionat | Cupă    | Cupă   | Continental | Continental | Altele  | Altele | Total   | Total  |
| Club                        | Sezon         | Meciuri   | Goluri    | Meciuri | Goluri | Meciuri     | Goluri      | Meciuri | Goluri | Meciuri | Goluri |
| --------------------------- | ------------- | --------- | --------- | ------- | ------ | ----------- | ----------- | ------- | ------ | ------- | ------ |
| Voivodina                   | 2006–2007     | 2         | 0         | 0       | 0      | 0           | 0           | —       | —      | 2       | 0      |
| Voivodina                   | 2007–2008     | 12        | 2         | 0       | 0      | 1           | 0           | —       | —      | 13      | 2      |
| Voivodina                   | 2008–2009     | 22        | 4         | 1       | 1      | 4           | 0           | —       | —      | 27      | 5      |
| Voivodina                   | 2009–2010     | 12        | 2         | 3       | 2      | 0           | 0           | —       | —      | 15      | 4      |
| Voivodina                   | Total         | 48        | 8         | 4       | 3      | 5           | 0           | —       | —      | 57      | 11     |
| Genoa                       | 2009–2010     | 1         | 0         | 0       | 0      | 0           | 0           | —       | —      | 1       | 0      |
| Genoa                       | Total         | 1         | 0         | 0       | 0      | 0           | 0           | —       | —      | 1       | 0      |
| Greuther Fürth (împrumut)   | 2010–2011     | 16        | 2         | 1       | 0      | 0           | 0           | —       | —      | 17      | 2      |
| Greuther Fürth (împrumut)   | Total         | 16        | 2         | 1       | 0      | 0           | 0           | —       | —      | 17      | 2      |
| Saint-Étienne               | 2011–2012     | 1         | 0         | 0       | 0      | 0           | 0           | —       | —      | 1       | 0      |
| Saint-Étienne               | 2012–2013     | 2         | 0         | 0       | 0      | 0           | 0           | —       | —      | 2       | 0      |
| Saint-Étienne               | Total         | 3         | 0         | 0       | 0      | 0           | 0           | —       | —      | 3       | 0      |
| Saint-Étienne II            | 2011–2012     | 8         | 5         | 0       | 0      | 0           | 0           | —       | —      | 8       | 5      |
| Saint-Étienne II            | 2012–2013     | 23        | 7         | 0       | 0      | 0           | 0           | —       | —      | 23      | 7      |
| Saint-Étienne II            | 2013–2014     | 1         | 0         | 0       | 0      | 0           | 0           | —       | —      | 1       | 0      |
| Saint-Étienne II            | Total         | 32        | 12        | 0       | 0      | 0           | 0           | —       | —      | 32      | 2      |
| Arles-Avignon (împrumut)    | 2013–2014     | 1         | 0         | 0       | 0      | 0           | 0           | —       | —      | 1       | 0      |
| Arles-Avignon (împrumut)    | Total         | 1         | 0         | 0       | 0      | 0           | 0           | —       | —      | 1       | 0      |
| Arles-Avignon II (împrumut) | 2013–2014     | 2         | 1         | 0       | 0      | 0           | 0           | —       | —      | 2       | 1      |
| Arles-Avignon II (împrumut) | Total         | 2         | 1         | 0       | 0      | 0           | 0           | —       | —      | 2       | 1      |
| Lechia Gdańsk               | 2014–2015     | 3         | 0         | 1       | 0      | 0           | 0           | —       | —      | 4       | 0      |
| Lechia Gdańsk               | Total         | 3         | 0         | 1       | 0      | 0           | 0           | —       | —      | 4       | 0      |
| St. Gallen                  | 2014–2015     | 4         | 1         | 0       | 0      | 0           | 0           | —       | —      | 4       | 1      |
| St. Gallen                  | 2015–2016     | 33        | 12        | 2       | 0      | 0           | 0           | —       | —      | 35      | 12     |
| St. Gallen                  | 2016–2017     | 24        | 3         | 2       | 0      | 0           | 0           | —       | —      | 26      | 3      |
| St. Gallen                  | 2017–2018     | 19        | 6         | 3       | 1      | 0           | 0           | —       | —      | 22      | 7      |
| St. Gallen                  | Total         | 80        | 22        | 7       | 1      | 0           | 0           | —       | —      | 87      | 23     |
| Yeni Malatyaspor            | 2018–2019     | 15        | 6         | 1       | 1      | 0           | 0           | —       | —      | 16      | 7      |
| Yeni Malatyaspor            | Total         | 15        | 6         | 1       | 1      | 0           | 0           | —       | —      | 16      | 7      |
| Total carieră               | Total carieră | 201       | 52        | 14      | 5      | 5           | 0           | —       | —      | 220     | 56     |

### La națională
| Echipa națională a Serbiei | Echipa națională a Serbiei | Echipa națională a Serbiei |
| An                         | Meciuri                    | Goluri                     |
| -------------------------- | -------------------------- | -------------------------- |
| 2008                       | 1                          | 0                          |
| 2009                       | 0                          | 0                          |
| 2010                       | 0                          | 0                          |
| 2011                       | 0                          | 0                          |
| 2012                       | 0                          | 0                          |
| 2013                       | 0                          | 0                          |
| 2014                       | 0                          | 0                          |
| 2015                       | 0                          | 0                          |
| 2016                       | 0                          | 0                          |
| 2017                       | 0                          | 0                          |
| 2018                       | 1                          | 0                          |
| 2019                       | 0                          | 0                          |
| Total                      | 2                          | 0                          |